# Abdolkarim Kakahadżi
Abdolkarim Kakahadżi (pers. عبدالکریم کاکا حاجی; ur. 27 października 1971) – irański zapaśnik w stylu klasycznym. Olimpijczyk z Seulu 1988, gdzie odpadł w eliminacjach w wadze 52 kg.
Srebrny medalista na igrzyskach azjatyckich w 1986 i mistrzostwach Azji w 1989. Drugi w Pucharze Świata w 1990 roku.